# ザ・ローリングモンキー
ザ・ローリングモンキーは、吉本興業福岡支社所属のお笑いコンビ。

## メンバー
ムサシ（1999年12月1日 - ）（25歳）
ツッコミ・ネタ作り担当。
本名は、田中 武冴士（たなか むさし）。長崎県島原市出身、長崎県立島原工業高等学校卒業（在学中は生徒会長を務めていた）。身長170 cm、体重58 kg。血液型はO型。
趣味はプロレス観戦、ライブ参戦、音楽鑑賞、旅行、プロレスグッズ集め。特技はプロレスものまね、1人プロレス、THE YELLOW MONKEYの全楽曲イントロを1秒で当てられる、書道、水泳。
大日本プロレスのリングでオープニングアクトを行なったり、新日本プロレスの高橋ヒロムや棚橋弘至らとラジオで共演するなどプロレス関係の仕事が増えている。　
2024年6月6日、アルバム発表を記念とした公開録音をTHE YELLOW MONKEYの吉井和哉・廣瀬洋一と共にキャナルシティ博多にて行なった。

カツキ（1999年7月12日 - ）（26歳）
ボケ担当。
本名は、塩澄 克樹（しおずみ かつき）。福岡県糸島市出身。身長170 cm、体重120 kg。血液型はA型。
趣味はカードゲーム、読書、ゲーム（ゲームセンター）、アプリゲーム、食事、スポーツ観戦。特技は縄跳び。
実父はYouTuberをやっている。

## 来歴
カツキは両親の影響を受けて大のお笑い好きであり、高校卒業後は専門学校への進学が決まっていたもののNSCの福岡校1期生募集のCMを見て思い立ち、進路を変更した。
NSCではムサシと同い年ということもあって意気投合し、コンビ結成。コンビ名は「名前に『ん』のつく芸人は売れる」ジンクスや、ムサシの敬愛するバンドであるTHE YELLOW MONKEYから取り入れたのが由来。
NSC福岡校1期出身による卒業ライブでは優勝し、首席卒業を果たした。2020年4月から7月の間に一時解散。ムサシはその間、同期の下田漁船（元カリブカイ→カリブの芸術、後に音霊くん）とコンビ「天国旅行（由来はTHE YELLOW MONKEYによる同名の楽曲）」を組んでいた。同年8月に再結成。

## 芸風
主に漫才で、カツキによるテンポのいいボケとムサシの鋭いツッコミが特徴。

## 出演

### テレビ
- 爆笑オンエアバトルF オンライン!（NHK）[6]
- ロクいち!福岡（NHK）
- 高校生のじかん（KBC） - カツキのみ

### ラジオ
- Weekend Live あんたっちゃぶる（RKBラジオ）
- アサデス。ラジオ（KBCラジオ）
- ムサシハジメました。（KBCラジオ） - ムサシのみ
- プロレス人生相談 ローリングクレイドル!（KBCラジオPodcast） - ムサシのみ
- ザ・ローリングモンキー ムサシのRock&roll Night（FM FUKUOKA） - ムサシのみ
- CHARGE（FM FUKUOKA） - ムサシのみ